# Glyphoglossus molossus
Espèce
Statut de conservation UICN

 NT  : Quasi menacé
Glyphoglossus molossus est une espèce d'amphibiens de la famille des Microhylidae.

## Répartition
Cette espèce se rencontre en Birmanie, en Thaïlande, au Laos, au Cambodge et au Viêt Nam entre 200 et 600 m d'altitude.

## Description
Glyphoglossus molossus mesure environ 50 mm. Son dos est brun olive. Ses flancs et ses membres sont marbrés de brun. Son ventre est blanc. La partie charnue de sa mâchoire inférieure est tuméfiée, tronquée en avant, et forme un disque semi-circulaire.

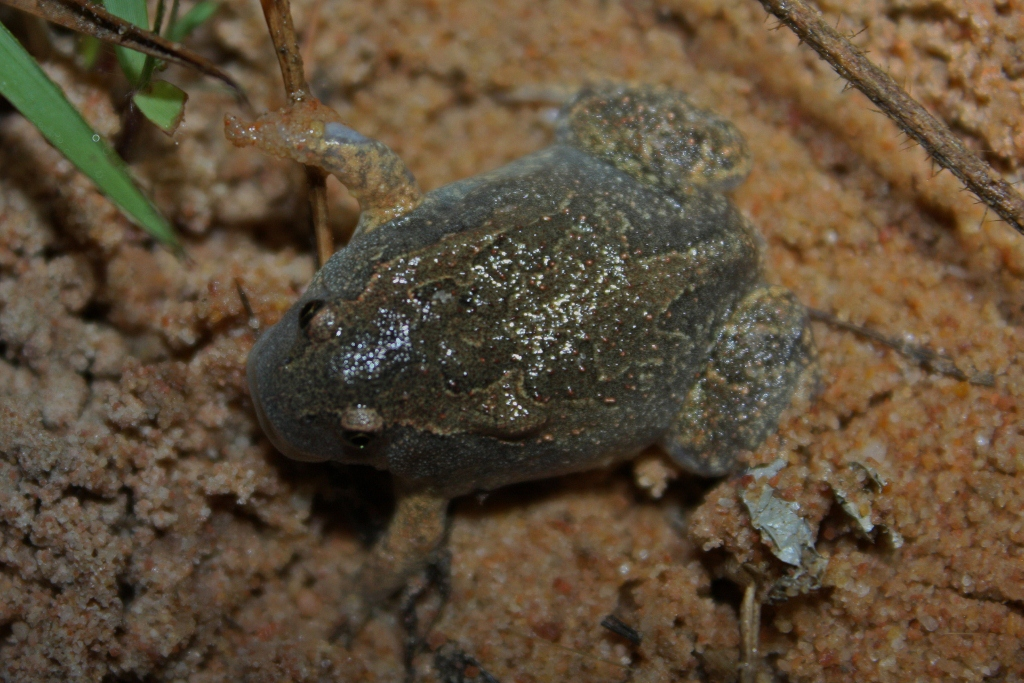
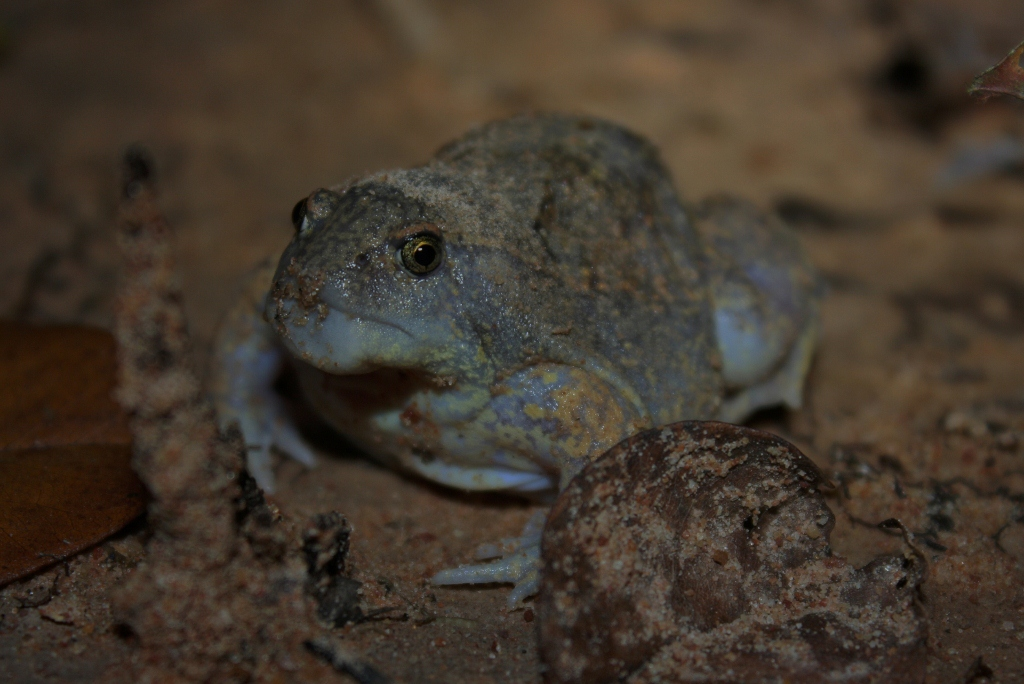
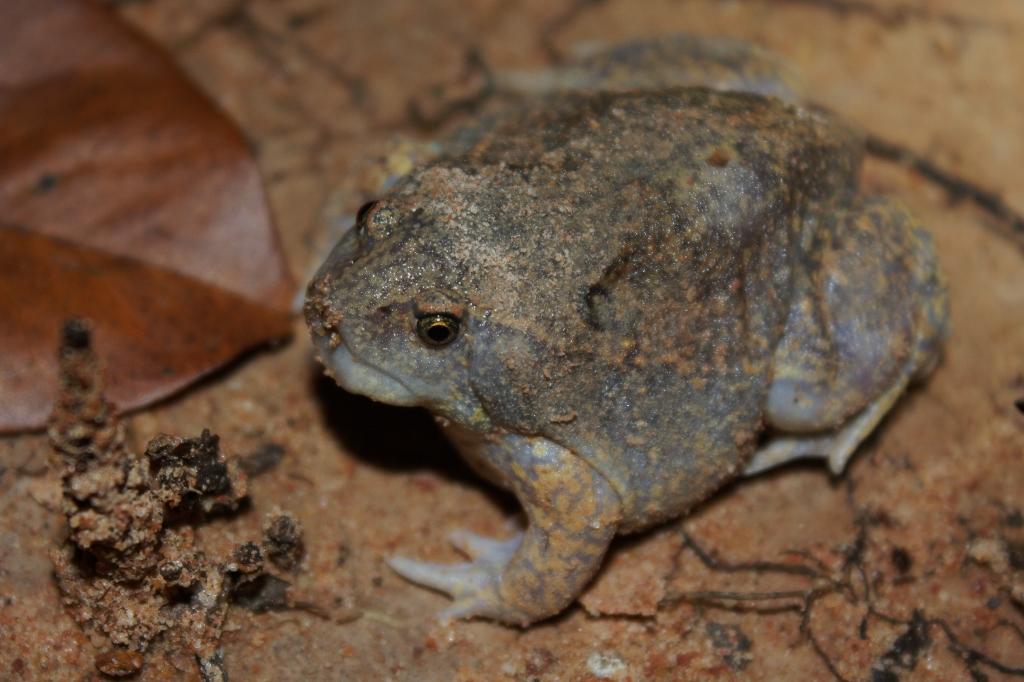
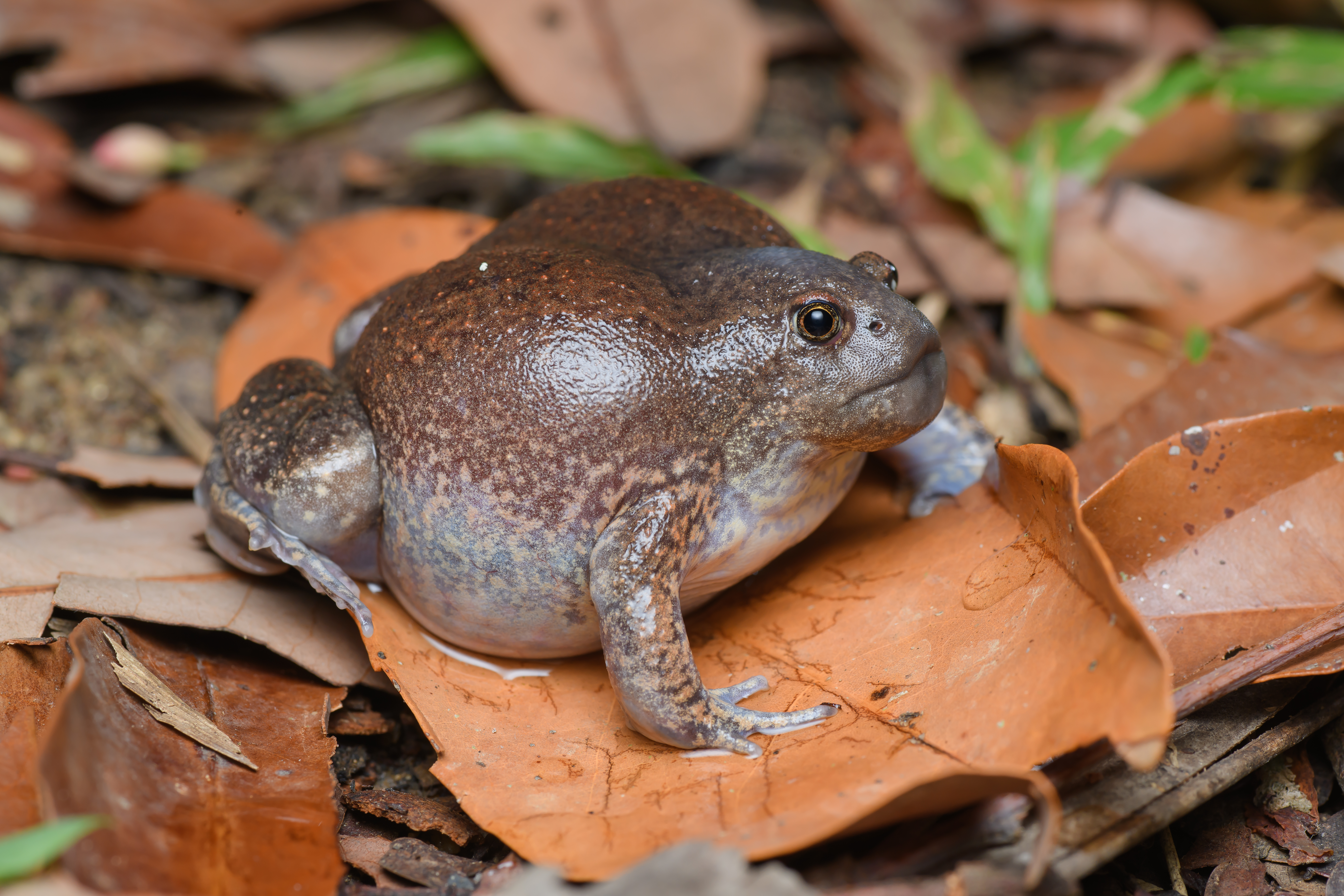

## Gastronomie
Cette grenouille est considérée comme un mets très délicat dans la cuisine thaïlandaise.

## Étymologie
Le nom d'espèce, du grec Μολοσσός, molossus, « à l'excès », lui a été donné en référence à sa forme très arrondie.

## Publication originale
- Günther, 1869 "1868" : First account of species of tailless batrachians added to the collection of the British Museum. Proceedings of the Zoological Society of London, vol. 1868, p. 478-490 (texte intégral).